# سعدون حمادي

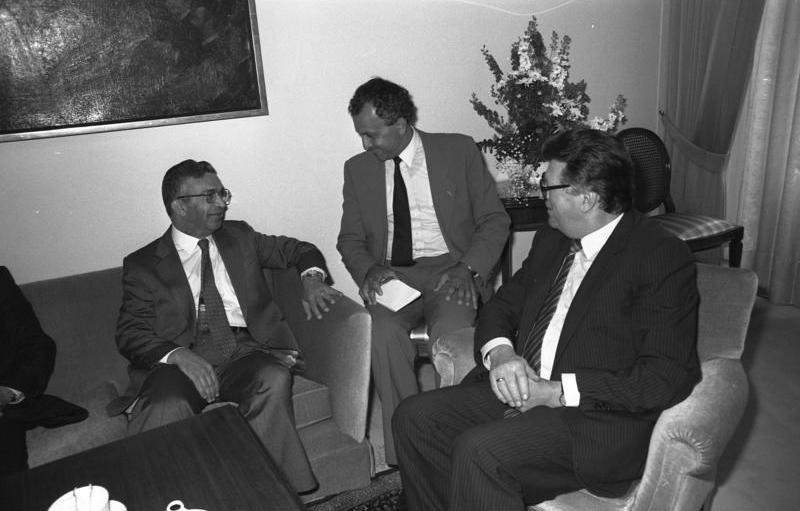
سعدون حمادي في بون عاصمة ألمانيا الغربية السابقة.

سعدون حُمَّادي (1930 – 17 آذار 2007) سياسي عراقي من مواليد كربلاء كان رئيساً للمجلس الوطني العراقي ورئيساً لوزراء العراق. توفي في إحدى مستشفيات ألمانيا بسبب مرضه المستعصي.

## حياته السياسية
هو من أدخل حزب البعث العربي الاشتراكي للعراق، وهو أول بعثي عراقي وكان ذلك أواخر الأربعينات. توجه ضمن بعثة حكومية إلى لبنان العام 1952 وحصل على الماجستير في الاقتصاد من الجامعة الأميركية في بيروت. كما حصل على الدكتوراه من جامعة ويسكونسن-ماديسون الأميركية في 1956.
تولى رئاسة تحرير صحيفة 'الجمهورية' الموالية لحزب البعث بعد ثورة عام 1958 وبعد ثورة 17 يوليو 1968 عُيّن رئيساً لشركة النفط الوطنية، ثم وزيراً للنفط قبل تعيينه وزيراً للخارجية في أواسط السبعينات.
في العام 1982 أصبح نائباً لرئيس الوزراء للشؤون الاقتصادية، فيما عُيّن رئيساً للوزراء في مارس 1991. وانتخب في عام 1996 رئيساً للمجلس الوطني العراقي (البرلمان) حتى مارس 2003 عند الاجتياح الأميركي للعراق.

## الحياة الشخصية
تزوج خلال حياته مرتين الأولى من عائلة الكيالي وهي فلسطينية الأصل ولكنها كانت تعيش في ليبيا مع عائلتها. تعرّف عليها حينما كان مُبعدا سياسيا والثانية من أحد أقربائه في كربلاء، له من الأولاد خمسة وكلهم ذكور وهم: أسامة وسهيل ووائل ومازن وغسّان.

## اعتقاله في حرب 2003
بعد حرب العراق في آذار/مارس 2003 اعتقل لعدة أشهر في معتقل أميركي بالقرب من مطار بغداد وسجن أبوغريب غرب بغداد. أخلي سبيله في شباط/فبراير 2004. لم يكن على القائمة الأمريكية للمطلوبين عقب غزو العراق.

## مرضه ووفاته
تنقل حمادي للعلاج بعد إطلاق سراحه في الأردن ولبنان وألمانيا، لكنه استقر في قطر في مطلع العام 2005، وكان يعتقد أنه كان يعاني من مرض اللوكيميا وتوفي في 15 مارس 2007. وقد دفن في مدافن الدوحة.

## روابط خارجية
- سعدون حمادي على موقع مونزينجر (الألمانية)
- سعدون حمادي على موقع ديسكوغز (الإنجليزية)